# Бер-Рівер
Бер-Рівер (англ. Bear River) — місто (англ. town) в США, в окрузі Юїнта штату Вайомінг. Населення — 522 особи (2020).

## Географія
Бер-Рівер розташований за координатами 41°23′9″ пн. ш. 111°1′38″ зх. д. / 41.38583° пн. ш. 111.02722° зх. д. (41.385800, -111.027134).  За даними Бюро перепису населення США в 2010 році місто мало площу 4,93 км², уся площа — суходіл.

## Демографія
Згідно з переписом 2010 року, у місті мешкало 518 осіб у 182 домогосподарствах у складі 147 родин. Густота населення становила 105 осіб/км².  Було 190 помешкань (39/км²).
Расовий склад населення:
| - 95,8 % — білих - 0,4 % — корінних американців - 0,2 % — чорних або афроамериканців - 0,2 % — азіатів - 1,4 % — осіб інших рас |

До двох чи більше рас належало 2,1 %. Частка іспаномовних становила 5,2 % від усіх жителів.
За віковим діапазоном населення розподілялося таким чином: 29,7 % — особи молодші 18 років, 65,5 % — особи у віці 18—64 років, 4,8 % — особи у віці 65 років та старші. Медіана віку мешканця становила 38,0 року. На 100 осіб жіночої статі у місті припадало 104,7 чоловіків;  на 100 жінок у віці від 18 років та старших — 104,5 чоловіків також старших 18 років.
Середній дохід на одне домашнє господарство  становив 86 260 доларів США (медіана — 86 875), а середній дохід на одну сім'ю — 94 739 доларів (медіана — 95 795). За межею бідності перебувало 0,4 % осіб, у тому числі 0,0 % дітей у віці до 18 років та 4,3 % осіб у віці 65 років та старших.
Цивільне працевлаштоване населення становило 337 осіб. Основні галузі зайнятості: освіта, охорона здоров'я та соціальна допомога — 25,8 %, транспорт — 14,5 %, сільське господарство, лісництво, риболовля — 13,4 %.